# Застава Макаоа
Застава Макаоа (кин: 中華人民共和國澳門特別行政區區旗); (порт. Bandeira regional da Região Administrativa Especial de Macau da República Popular da China), представља службену заставу Макаоа специјалне административне области Народне Републике Кине, а усвојена је 1993. У употребу је ступила од 20. децембра 1999 након предаје власти Кини од Португалије. Састоји се од лотосовог цвијета у средини испод којег се налази стилизовани мост и водена површина бијеле боје. Изнад лотосовог цвијета је пет жутих звијезда. Око грба је написан назив Макао на португалском и кинеском језику. Елементни који се налазе на застави представљају и службени грб Макаоа.
Према закону Макаоа, регионална застава Макаоа се састоји из: зелене подлоге, лотосовог цвијета, стилизованог моста, водене површине и пет звјездица.

## Симболика заставе
- Лотосов цвијет је изабран као симбол из природе, који представља Макау.
- Стилизовани мост представља мост који повезује Макао са острвом Таипа.
- Стилизована водена површина испод моста и цвијета, представља у ствари положај Макаоа, као и његову функцију луке.
- Пет жутих звјездица су у ствари звјездице са заставе НР Кине, које симболизују саму повезаност Макаоа, са Кином.

## Историја
Застава који је користила Португалија била је у европском стилу. Прва и најдуготрајнија застава Макаоа, је у ствари био грб Португалије, на бијелој подлози. Таква застава се задржала од 1557. до 1830. године. Од 1830 до 1920. бијела подлога је замијењена са два вертикална поља, плаве и бијеле боје, да би у периоду од 1920. до 1999. у службеној употреби била службена застава Португалије.